# مونيك كوري
مونيك كوري (بالإنجليزية: Monique Currie)‏ مواليد 25 فبراير 1983 في واشنطن العاصمة، هي لاعبة كرة سلة أمريكية. بدأت مسيرتها الاحترافية في سنة 2006. تم اختيارها من قبل فريق شارلوت ستينغ خلال الدرافت. تلعب مع فريق سان أنطونيو ستارز في دوري الاتحاد الوطني لكرة السلة النسائية. وتحمل الرقم 25.

## المسيرة الاحترافية
لعبت مع شارلوت ستينغ في سنة 2006، ثم لعبت مع شيكاغو سكاي في سنة 2007، ثم لعبت مع واشنطن ميستيكس من سنة 2007 إلى 2014، ثم لعبت مع نادي غلطة سراي لكرة السلة للسيدات في موسم 2010–2011، ثم لعبت مع نادي أفينيدا لكرة السلة للسيدات في سنة 2013، ثم لعبت مع فينيكس ميركوري في سنة 2015، ثم لعبت مع سان أنطونيو ستارز في سنة 2016.

## روابط خارجية
- مونيك كوري على موقع الاتحاد الدولي لكرة السلة (الإنجليزية)
- مونيك كوري على موقع الاتحاد الوطني لكرة السلة النسائية (الإنجليزية)
- مونيك كوري على موقع كرة السلة الأوروبية.كوم (الإنجليزية)
- مونيك كوري على موقع كلية كرة السلة في سبورتس رفرنس.كوم (الإنجليزية)
- مونيك كوري على موقع بروبوليرز (الإنجليزية)
- مونيك كوري على موقع سبورتس رفرنس (الإنجليزية)